# Archytas duckei
Archytas duckei là một loài ruồi trong họ Tachinidae.